# Bernard-Charles Chiapory
Bernard-Charles Chiapory, né à Marseille en 1823 et mort à Paris le 30 septembre 1859, est un peintre français.

## Biographie
Élève d'Augustin Aubert et d'Émile Loubon, essentiellement portraitiste, il expose à Lyon de 1851 à 1859 et participe aux Salons parisiens de 1854 à 1857.

## Œuvres
- Portrait de jeune femme au voile, 1850
- Jeune homme regardant un oiseau, 1852
- Marine, 1854
- Flora, 1854
- Portrait de jeune femme en robe bleue, 1856
- Dans le harem, 1859
- Nymphe du printemps, 1854
- Séjour de Napoléon III et de l’Impératrice à Lyon, en 1860, cloître du musée des beaux-arts de Lyon

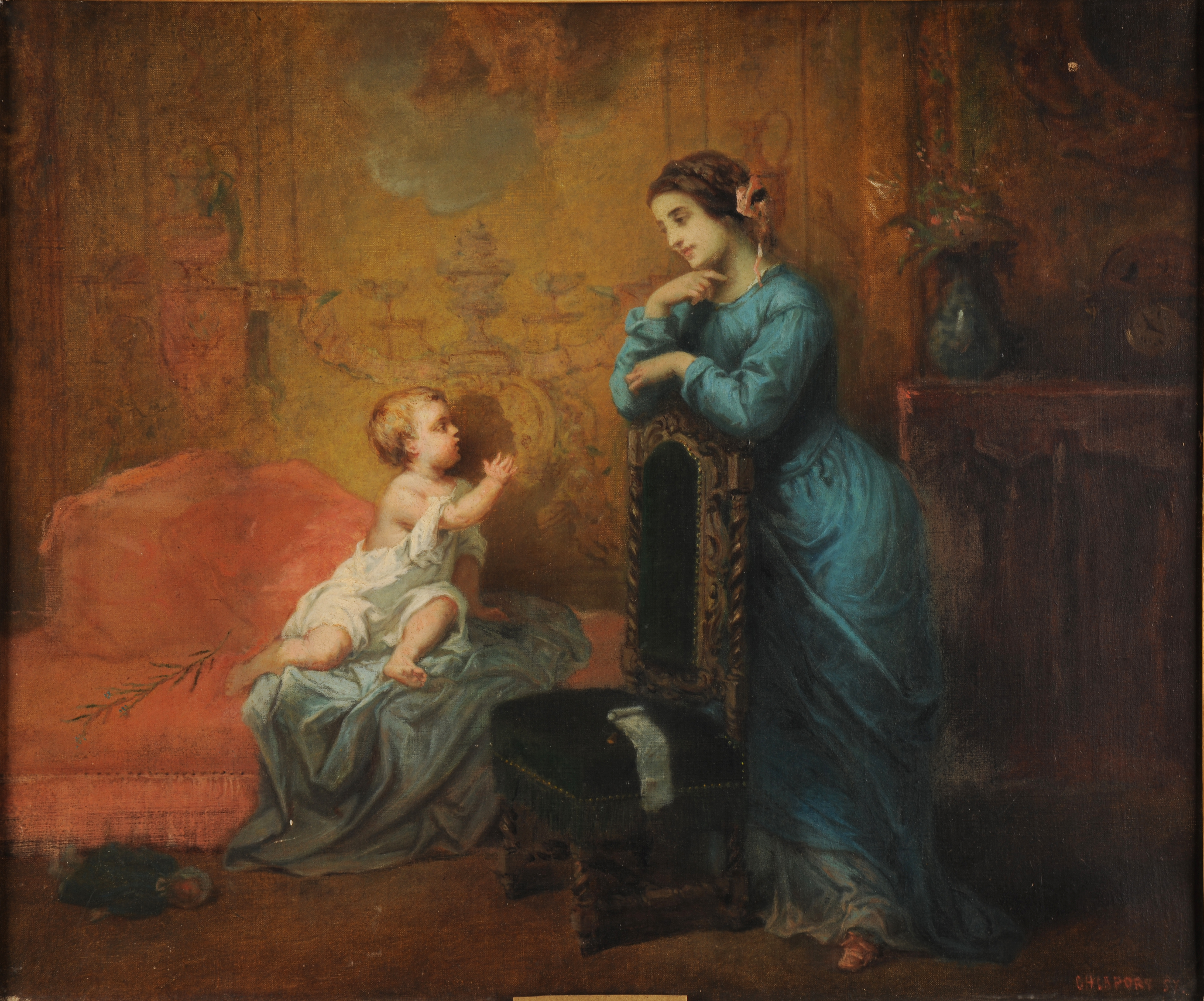
Jeune mère, 1857, musée des Beaux-Arts de Reims

- Une bacchante, 1863
- Le Matin, 1863
- Atelier de canuts, 1868
- Jeune mère, 1857, musée des Beaux-Arts de ReimsJeune mère, 1857